# Акулов, Игорь Александрович
И́горь Алекса́ндрович Аку́лов, в монашестве Епифаний (13 апреля 1897, село Ново-Никитское, Тверская губерния — 27 августа 1937, Ленинград) — священник Российской грекокатолической церкви, жертва политических репрессий в СССР, слуга Божий в 2003—2021 годах.
Из семьи православных русских крестьян. Получил полное среднее образование и некоторое время трудился мелким служащим на железной дороге. В годы гражданской войны был призван в армию, но вскоре демобилизован. Обучался в Петроградском богословском институте, принял монашество и был рукоположён в иеромонахи, однако, из-за действий обновленцев ушёл из монастыря.
Знакомство с жизнью российской грекокатолической общины повлияло на его решение перейти в католичество. Он был рукоположён в священники и назначен викарием российского грекокатолического прихода в Петрограде. Осуществлял активную пасторскую деятельность. Трижды арестовывался советской властью. Расстрелян по обвинению в антисоветской деятельности. Посмертно реабилитирован. В Римско-католической церкви начат процесс по причислению его к лику блаженных в группе Католических новомучеников России, из которого, по не заявленной причине, он был исключён в 2021 году.

## Биография
Игорь Александрович Акулов родился 13 апреля 1897 года в селе Ново-Никитское Корчевского уезда Тверской губернии в семье русских крестьян. Родители его были православного исповедания. Вероятно, крещён он был в местной каменной Знаменской церкви, построенной в 1831 году. О детстве его сведений не сохранилось.
В 1918 году окончил реальное училище и устроился конторщиком на Николаевскую железную дорогу. Во время гражданской войны в России был мобилизован в Красную армию, где находился с июня 1919 по январь 1920 года. В начале 1920 года открыл мелочную лавку, но вскоре оставил торговлю и поступил послушником в Александро-Невскую лавру.
С марта 1920 года по август 1922 года учился в Петроградском богословском институте, действовавшем вместо упразднённой Санкт-Петербургской духовной академии. В Федоровском соборе на подворье Городецкого монастыря 2 июля 1921 года принял монашеский постриг с именем Епифаний, а 1 ноября того же года был рукоположён в сан иеромонаха. Проблемы с монашеской дисциплиной, возникшие вследствие обновленческого раскола, заставили молодого иеромонаха покинуть лавру.

### Католический клирик
Значительную роль в его судьбе сыграло случайное знакомство с протопресвитером Леонидом Фёдоровым, экзархом Российской грекокатолической церкви, под влиянием которого он стал посещать богослужения византийского обряда в домовой церкви Сошествия Святого Духа на улице Бармалеевой в Петрограде. И тем же летом 1922 года перешёл в католичество, после чего был рукоположён епископом Яном Цепляком в грекокатолические священники.
Служил в церкви Сошествия Святого Духа. В марте 1923 года экзарх назначил его несменяемым викарием — заместителем настоятеля. После ликвидации прихода большевиками в июле 1923 года, тайно служил на квартире грекокатолической монахини Иустины, в миру Юлии Николаевны Данзас. В это время он также служил в церкви Святого Бонифация. Поддерживал тесные связи с другими священниками. Участвовал в планировании пасторской работы и в заседаниях богословского кружка.
23 ноября 1923 года был арестован. После арестов других священников и своих прихожан, во время которых его не было в Петрограде, он сам явился в милицию и заявил, что является грекокатолическим священником. Его обвинили в создании контрреволюционной организации, и 19 мая 1924 года приговорили к десяти годам тюремного заключения. Срок отбывал в Александровском политическом изоляторе под Иркутском. В 1927 году был досрочно освобождён и отправлен в ссылку в Назимовский район Восточно-Сибирского края. В мае 1933 года освобождён из ссылки с подорванным здоровьем.
Приехал в Москву к епископу Пию Эжену Невё, который направил его в Ленинград к апостольскому администратору Жану Амудрю. Служил в храмах на окраине города: с июля 1933 года в церкви Святейшего Сердца Иисуса, с января 1934 года в церкви Святого Казимира, с 1934 года в церквях Святого Алексея и Святого Франциска. По свидетельству современников, Акулов был добросердечным человеком, хорошим проповедником, читал проповеди только на русском языке. В 1935 году он был снова кратковременно арестован.

### Смерть
26 июля 1937 года был арестован в последний раз, 25 августа приговорён к расстрелу по обвинению в активной антисоветской деятельности по указанию консульств Польши и Ватикана, и 27 августа расстрелян. Похоронен на Левашовской пустоши в Санкт-Петербурге. Посмертно реабилитирован 31 мая 1989 года.

## Почитание
В 2003 году был открыт официальный процесс по беатификации священника Игоря Александровича Акулова (в монашестве Епифания), после чего ему был присвоен официальный титул слуги Божьего. В феврале 2021 года, по не заявленной причине, вместе с несколькими другими слугами Божьими, он был исключён из беатификационного процесса российских католических новомучеников.